# Ravenna, Ohio
Ravenna är administrativ huvudort i Portage County i den amerikanska delstaten Ohio med 11 724 invånare (2010). Den har enligt United States Census Bureau en area på totalt 14,71 km². Orten grundades 1799 och Benjamin Tappan valde namnet Ravenna efter den italienska staden Ravenna.

## Kända personer från Ravenna
- Chris Bangle, formgivare
- Curt Cacioppo, kompositör
- William R. Day, politiker
- Maynard James Keenan, musiker
- Henry Adoniram Swift, politiker